# Беатриче II (Авелино)
Беатриче II је насеље у Италији у округу Авелино, региону Кампанија.
Према процени из 2011. у насељу је живело 69 становника. Насеље се налази на надморској висини од 495 м.